# Peso (Covilhã)
Peso era una freguesia portuguesa del municipio de Covilhã, distrito de Castelo Branco.

## Localización
Peso estaba situada a unos 15 km de la cabecera del municipio, en la margen derecha del río Zêzere. Antiguamente su territorio comprendía también las freguesias de Coutada y Vales do Rio.

## Historia
Fue suprimida el 28 de enero de 2013, en aplicación de una resolución de la Asamblea de la República portuguesa promulgada el 16 de enero de 2013 al unirse con la freguesia de Vales do Rio, formando la nueva freguesia de Peso e Vales do Rio.